# Priktol

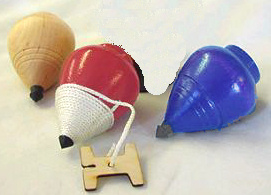
Priktollen

Een priktol of werptol is een speelwerktuig waar tot de jaren zeventig van de 20e eeuw veel mee werd gespeeld.  Natuurlijk alleen tijdens de tollentijd. Ze waren tot de jaren 90 in speelgoedwinkels te koop. De houten tol is peervormig en 4 tot 7 cm hoog en heeft van onderen een ijzeren punt. Een priktol is van boven bolvormig en loopt naar onderen taps toe. Aan de bovenkant zit een houten rondje om het touwtje om te slaan. Er zijn van oorsprong twee soorten punten: de appel punt ( bolvormig) en de peerpunt ( peervormig)  Deze punten waren afzonderlijk te koop.
Priktollen werden oorspronkelijk door een timmerman gedraaid en later in fabriekjes gemaakt. De laatste priktollen kwamen uit Taiwan en hadden een betere punt. Gezegd wordt dat de priktol van de Dredel afstamt. Een vierkante tol die in de Joodse rites een belangrijke rol speelt.
Om de tol wordt vanaf de punt een touwtje gewonden, waarna de tol wordt weggegooid terwijl het touwtje wordt vastgehouden. Hierdoor gaat de tol draaien en blijft hij op de ijzeren punt staan zolang hij draait. De tol kan vele meters ver weggegooid worden, dit wordt slingeren genoemd.